# Hetzendorf (Katastralgemeinde)
Hetzendorf ist eine von sieben Katastralgemeinden der Gemeinde Fohnsdorf, die aus den Orten Gabelhofensiedlung, Hetzendorf und Waldfeld besteht. Die 3,47 Quadratkilometer große Katastralgemeinde Hetzendorf wird von 1036 Menschen bewohnt (Stand: 2023).

## Bevölkerung
Die Katastralgemeinde Hetzendorf wird von 1036 Menschen bewohnt, im gleichnamigen Ort sind es 1016 Einwohner und im gleichnamigen Zählsprengel 1049 (Stand bei allen drei: 2023).

## Geographie
| Dietersdorf                         | Dietersdorf Fohnsdorf                                        |          |
| Dietersdorf Judenburg (Waltersdorf) | Kompassrose, die auf Nachbargemeinden zeigt                  | Aichdorf |
| Judenburg (Waltersdorf)             | Weißkirchen in Steiermark (Maria Buch) Judenburg (Judenburg) | Aichdorf |

Die Südgrenze der Katastralgemeinde bildet die Mur, die in diesem Bereich den Murwald durchfließt und die Katastralgemeinde Hetzendorf von Judenburg sowie Weißkirchen in Steiermark trennt. Die in Nord-Süd-Richtung verlaufende Grenze, die durch den Murwald läuft, trennt die Katastralgemeinden Hetzendorf und Aichdorf bis südlich des Fohnsdorfer Schieferhaufens, wo die Grenze nach Westen verläuft und die Katastralgemeinde Hetzendorf von der Katastralgemeinde Fohnsdorf trennt. In Ost-West-Richtung verläuft die Grenze entlang der Pöls, der in diesem Bereich als Pölsfluss bezeichnet wird. Bei der Fludergasse verläuft die Grenze nach Süden; in diesem Bereich stoßen die Grenzen der Katastralgemeinden Fohnsdorf und Hetzendorf sowie der Gemeinde Judenburg zusammen. Der Bereich westlich gehört zur Judenburger Katastralgemeinde Waltersdorf, diverse Unternehmen liegen auf der Judenburger Seite der Grenze; dieser Bereich wird als „Gewerbegebiet Judenburg-Nord“ bezeichnet.
In der Katastralgemeinde Hetzendorf liegt das Einkaufszentrum Arena am Waldfeld. Die Katastralgemeinde Aichdorf wird in Ost-West-Richtung durch die Murtal-Schnellstraße durchzogen, wobei sich die „Anschlussstelle Judenburg-Ost“ auf dem Gebiet der Katastralgemeinde befindet.
Mit Ausnahme des Pölsflusses und der Mur befinden sich keine Gewässer in der Katastralgemeinde Hetzendorf.